# Pyramiden
Pyramiden (ros. Пирамида, „Piramida”) – radziecka (później rosyjska) opuszczona osada górnicza w archipelagu Svalbard, na wyspie Spitsbergen. W pobliżu w latach 1911-1998 wydobywano węgiel kamienny. W 1998 roku osada została ewakuowana i opuszczona. W 2013 roku w osadzie ponownie otwarto hotel Tulipan (dziś Hotel Pyramiden) i od tamtego czasu w Pyramiden na stałe mieszka od 20 do 40 osób celem obsługi ruchu turystycznego i utrzymania rosyjskich wpływów w tej części Spitsbergenu.

## Położenie

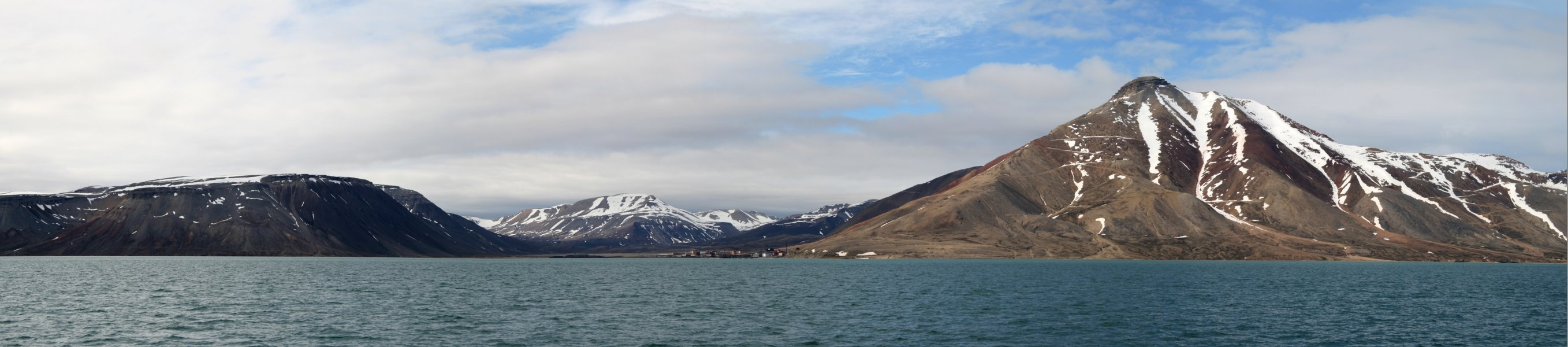
Panorama miejscowości z górą, która dała jej nazwę

Pyramiden leży nad fiordem Billefjord, będącym odnogą Isfjorden, wcinającego się w centralną część Spitsbergenu; przez to osada leży praktycznie w centrum wyspy. Nazwa pochodzi od góry w kształcie piramidy przyległej do miejscowości. Osada leży w odległości 120 km na północny wschód od Barentsburga; stolica Svalbardu, Longyearbyen, znajduje się w odległości ok. 60 km w kierunku południowo-zachodnim od Pyramiden. Połączenie ze światem jest możliwe drogą morską (latem) lub skuterem śnieżnym (zimą).

## Historia od założenia do opuszczenia osady

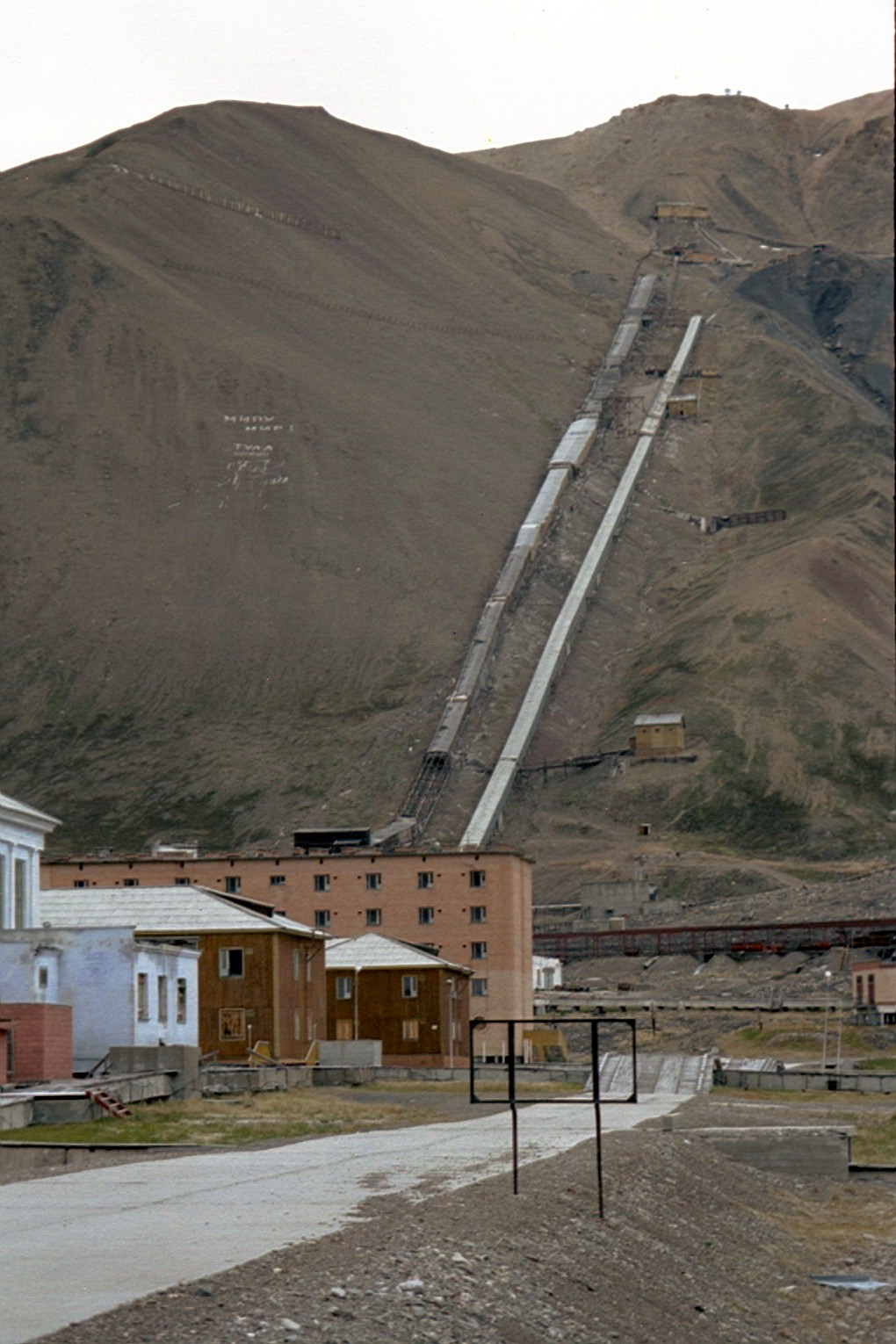
Kopalnia węgla kamiennego w Pyramiden, 2005

Prawa do wydobycia węgla w tym miejscu w 1910 roku nabyli Szwedzi, którzy rok później rozpoczęli budowę pierwszej kopalni. W 1927 roku prawa do wydobycia węgla zostały sprzedane Związkowi Radzieckiemu, od 1931 roku posiada je państwowe przedsiębiorstwo Arktikugol (ros. Арктикуголь, „Arktyczny węgiel”). Mieszkańcy zajmowali się głównie pracą w kopalni węgla kamiennego; budowa radzieckiej kopalni rozpoczęła się w 1939 i została przerwana w 1941 w związku z rozpoczęciem wojny niemiecko-radzieckiej w ramach II wojny światowej. Działania wojenne ominęły Pyramiden, jednak spustoszenia dokonał pożar związany z akcją ewakuacji. W 1946 roku Rosjanie wrócili do Pyramiden, rok później powstał port i pierwsza ulica.
W latach 1947–50 podczas prac rozpoznawczych w okolicy Pyramiden wydobyto 70 tysięcy ton węgla. W 1956 otwarta została druga kopalnia „Siewiernaja” o projektowanej wydajności 235 tys. ton rocznie. W 1997 podjęto decyzję o zamknięciu tej kopalni; wydobywała ona wówczas 135 tys. ton węgla na rok. Do 1998 roku była to wysunięta najdalej na północ czynna kopalnia na świecie, niemniej wydobycie węgla od początku nie było opłacalne. Koniec prac nastąpił w marcu 1998, po czym w lecie osada została ewakuowana; ostatni mieszkaniec opuścił ją w październiku. Część pracowników wróciła do Rosji, część przeniosła się do Barentsburga.
W czasach rozkwitu osady w latach 80. mieszkało w niej ponad 1000 mieszkańców. Ludzie przyjeżdżali tu do pracy przeciętnie na dwa lata. Osada miała własną elektrociepłownię, która ogrzewała nie tylko mieszkania, ale również ogromną stołówkę, dom kultury z kinem, basen pływacki, szklarnie doświetlane lampami oraz obiekty hodowlane: hodowlę krów, tuczarnię świń i kurzą fermę. Poziom życia był wysoki jak na standardy radzieckie i praca w Pyramiden była traktowana jako awans i przywilej. Miejscowość miała stanowić wizytówkę Związku Radzieckiego na Zachodzie; dla stworzenia wrażenia „doskonałego radzieckiego miasta” sprowadzono z Ukrainy żyzną ziemię, umożliwiającą stworzenie w centrum osady rozległego trawnika, który nie przetrwałby na słabej arktycznej glebie. Dużą część ludności stanowili ukraińscy górnicy z Donbasu i personel z Wołynia. Oprócz względów finansowych i przemian związanych z rozpadem ZSRR do likwidacji Pyramiden przyczyniła się katastrofa lotnicza z 1996, w której zginęło wielu członków rodzin pracowników firmy Arktikugol.

## Turystyczne miasto widmo
Pyramiden jest obecnie dostępne dla turystów. W celu rozwinięcia turystyki firma Arktikugol przeprowadziła naprawy systemu ogrzewania i dostarczania wody. Od 2013 roku umożliwiono zakwaterowanie w tutejszym hotelu, a od 2015 obsługą ruchu turystycznego zajmuje się rosyjska firma GoArctica, należąca do Arktikugol. Dostępność osady przyczyniła się jednak do tego, że część przedmiotów pozostawionych przez mieszkańców została zniszczona lub rozkradziona. W miejscowości pojawiła się fauna spitsbergeńska, w tym gniazdujące mewy, a na ulicach można czasem spotkać niedźwiedzie polarne, niebezpieczne dla turystów. W glebie na centralnym placu wciąż żyją ukraińskie roztocze.
12 października 2022 roku, w związku z agresją Federacji Rosyjskiej przeciwko Ukrainie, rada turystyczna na Svalbardzie (Svalbard Turism Council) wykluczyła Arktikugol z członkostwa w radzie i zaprzestała reklamowania wizyt w Pyramiden w swoich materiałach promocyjnych i stronach internetowych. Jako powód podano „łamanie prawa międzynarodowego i praw człowieka przez reżim Władimira Putina".

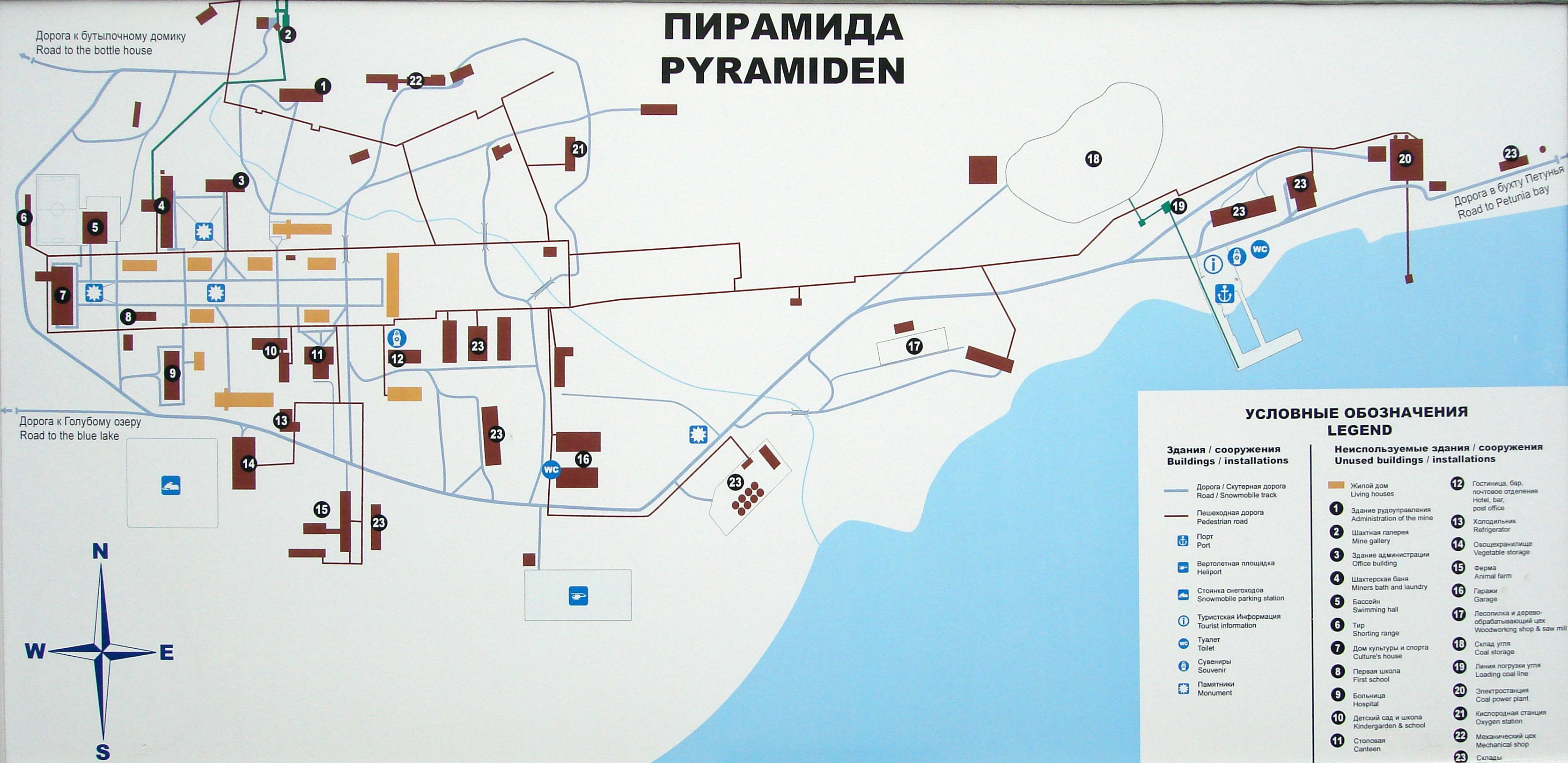
Mapa osady
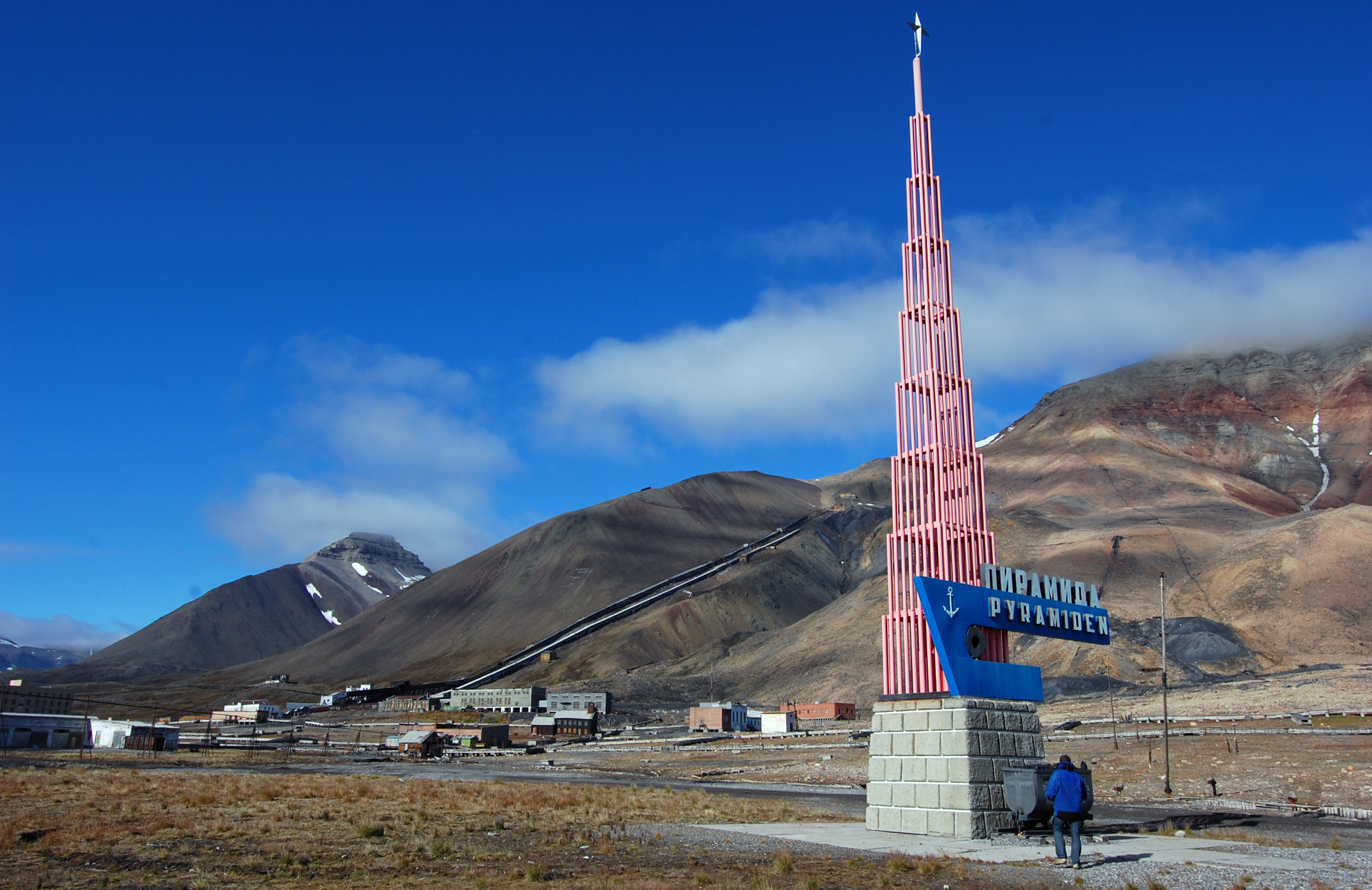
Pomnik z ostatnią toną węgla wydobytą w Pyramiden
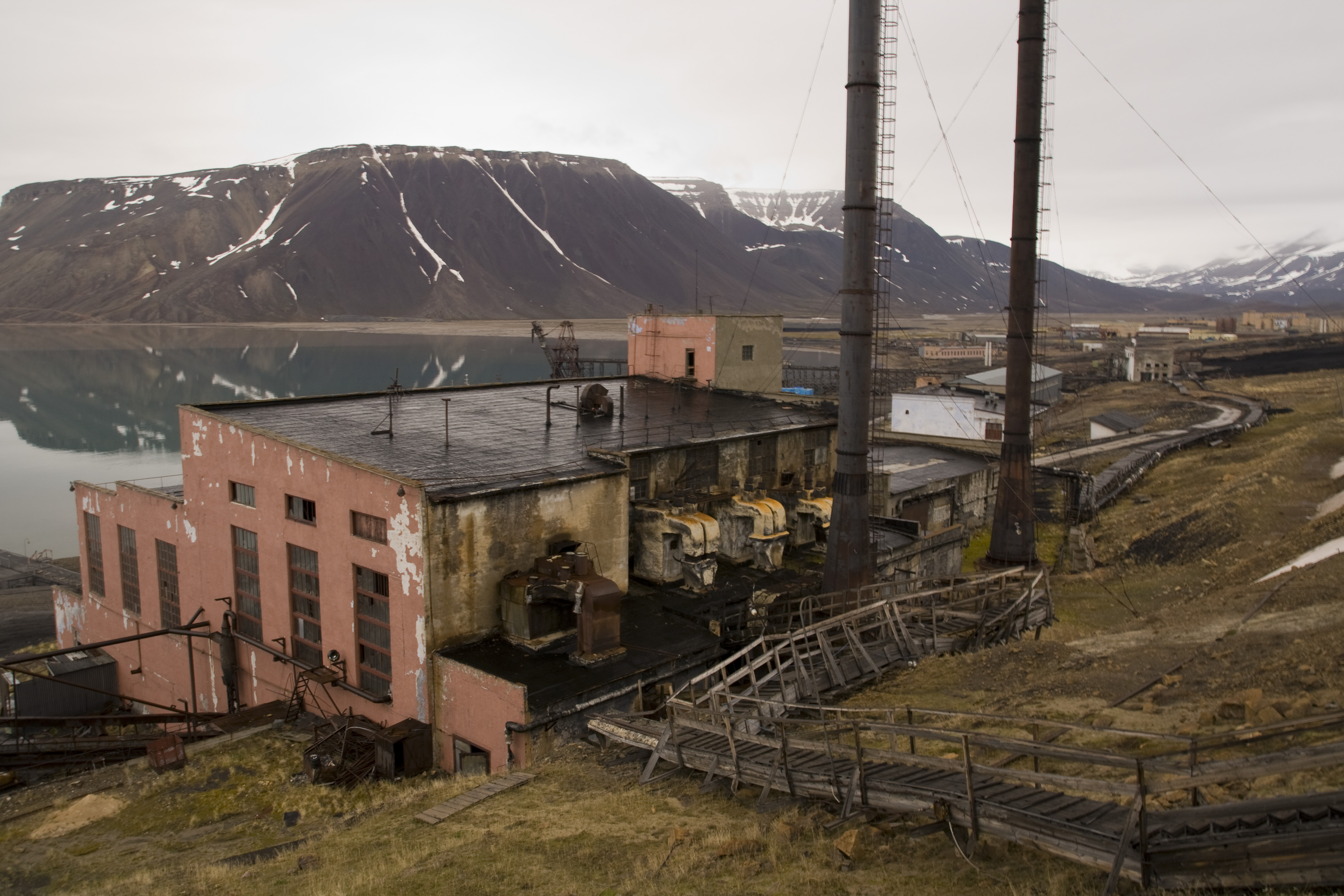
Elektrownia węglowa, 2011
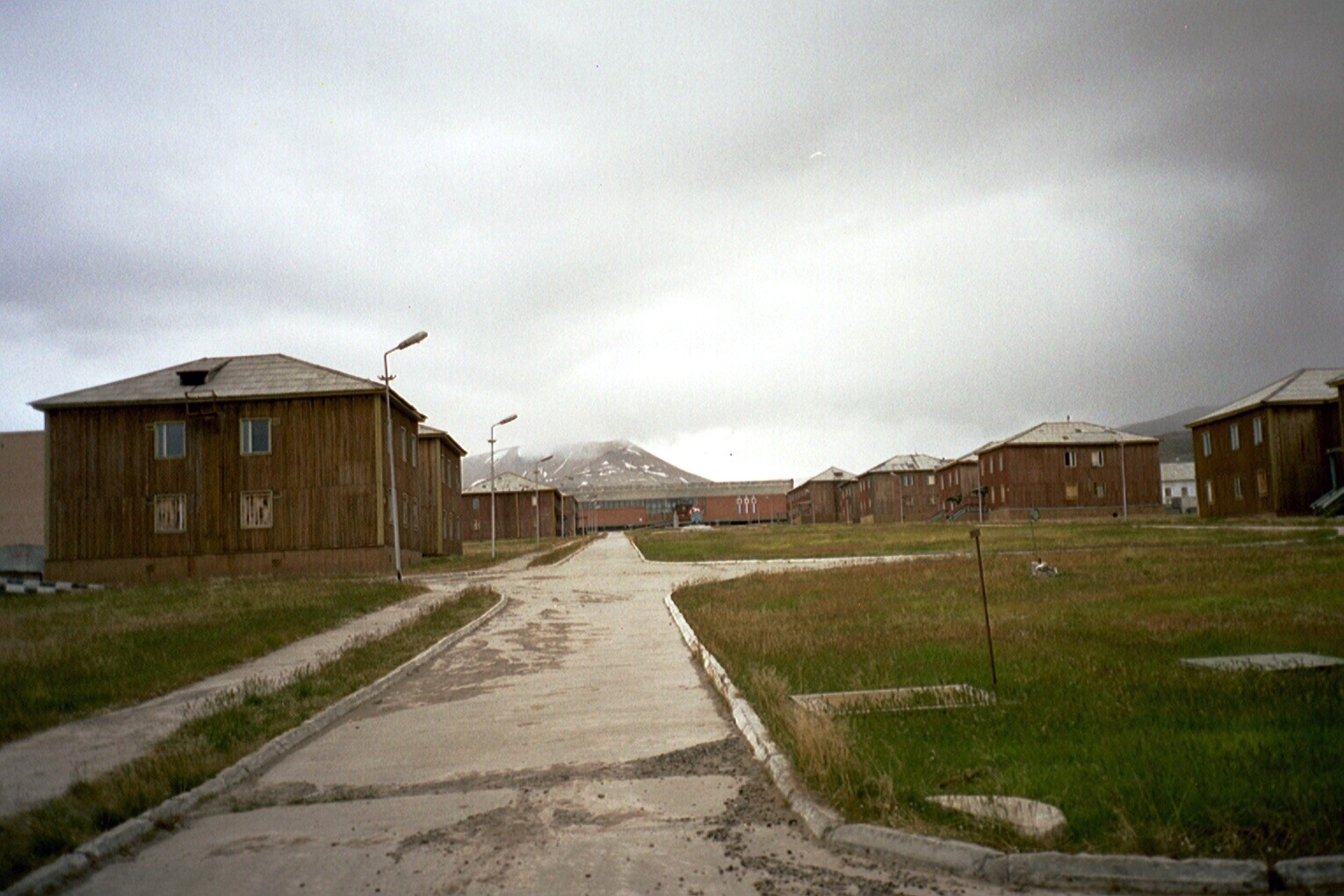
Główna ulica w Pyramiden, 2005
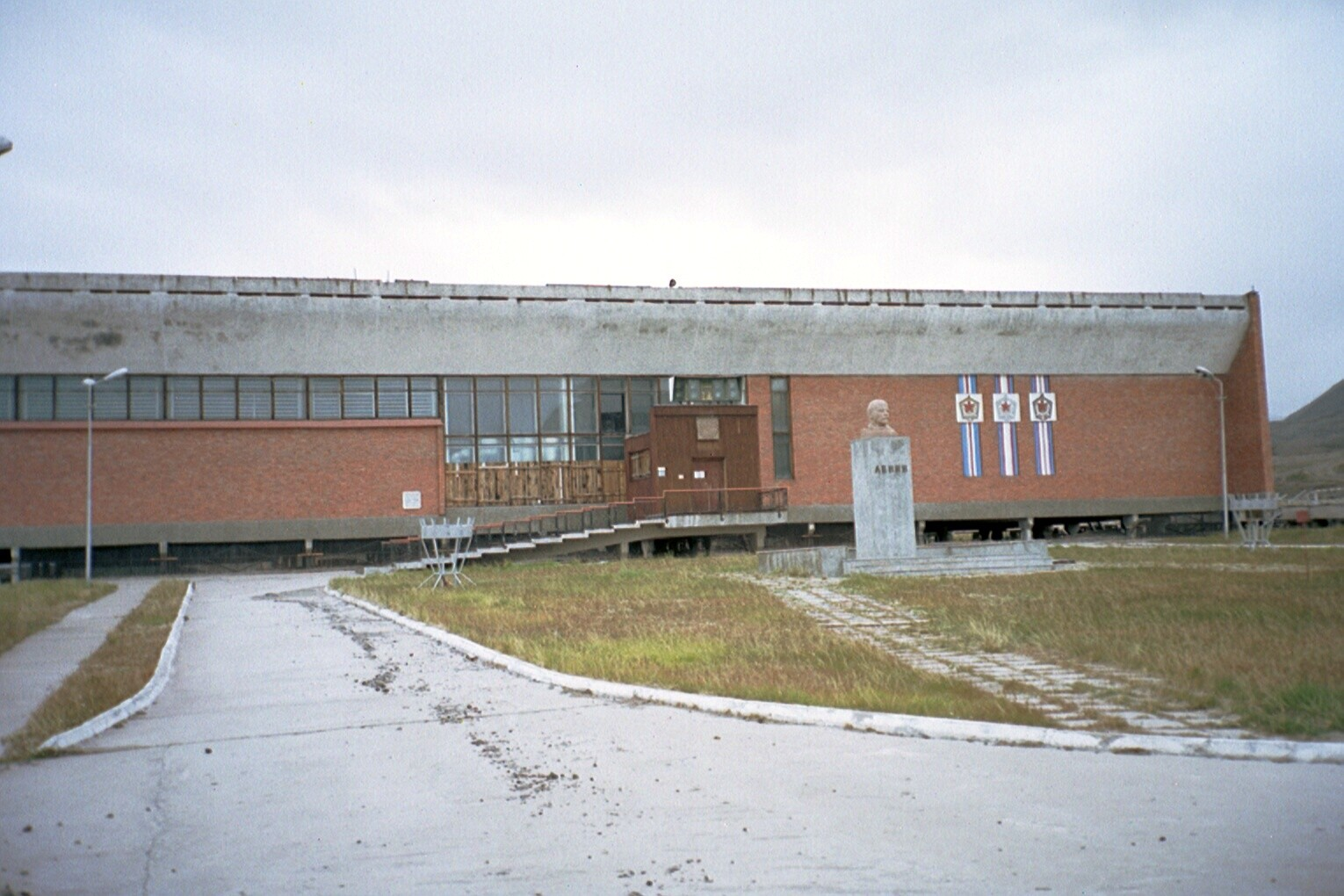
Rynek z najdalej na północ wysuniętym pomnikiem Lenina, 2005